# Filip Zboży Zakrzewski
Filip Zboży Zakrzewski herbu Ogończyk – poborca w województwie brzeskim w 1563/1564 roku.
Studiował w Wittenberdze i Frankfurcie nad Odrą w 1555 i 1556 roku.
Był wyznawcą kalwinizmu.
Poseł województwa brzeskokujawskiego i województwa inowrocławskiego na sejm warszawski 1563/1564 roku. Poseł na sejm lubelski 1566 roku z województwa brzeskokujawskiego.